# Stictoleptura excisipes
Stictoleptura excisipes är en skalbaggsart som först beskrevs av K. Daniel och J. Daniel 1891.  Stictoleptura excisipes ingår i släktet Stictoleptura och familjen långhorningar. Inga underarter finns listade i Catalogue of Life.